# Oued Ghir
Ne doit pas être confondu avec Oued Righ.
Oued Ghir est une commune située dans la wilaya de Béjaïa en Algérie. Pendant la colonisation française, la localité fut un centre de peuplement, créé en 1872 sous le nom de La Réunion.

## Géographie

### Situation
| Toudja          | Béjaïa              | Béjaïa     |
| Toudja El Kseur | Oued Ghir           | Béjaïa     |
| El Kseur        | Amizour, Tala Hamza | Tala Hamza |

### Relief, géologie, hydrographie
La commune est arrosée par Oued Sahel, un cours d'eau prenant sa source sur les hauteurs de Toudja, qui se jette dans la Soummam.

### Climat
| Mois                              | jan. | fév. | mars  | avril | mai  | juin | jui. | août | sep. | oct. | nov. | déc. | année |
| --------------------------------- | ---- | ---- | ----- | ----- | ---- | ---- | ---- | ---- | ---- | ---- | ---- | ---- | ----- |
| Température minimale moyenne (°C) | 7,7  | 7,6  | 8,5   | 10,1  | 13,1 | 16,6 | 19,3 | 20,2 | 18,5 | 15   | 11,2 | 8,4  | 12,9  |
| Température moyenne (°C)          | 12,1 | 12,3 | 13,1  | 14,7  | 17,6 | 21   | 24   | 24,8 | 23,2 | 19,7 | 15,8 | 12,7 | 17,6  |
| Température maximale moyenne (°C) | 16,4 | 16,8 | 17,7  | 19,3  | 22   | 25,3 | 28,7 | 29,3 | 27,8 | 24,3 | 20,3 | 16,9 | 22,1  |
| Précipitations (mm)               | 99,7 | 85,9 | 100,4 | 70,7  | 41,2 | 16,2 | 5,8  | 13   | 40,4 | 89,5 | 99,7 | 135  | 767,5 |

### Lieux-dits, quartiers et hameaux
Outre son chef-lieu Oued Ghir-centre, la commune de Oued Ghir est composée des localités suivantes : Ibachirèn, Ireza, Mellala, Ibourassen, Taourirt Larbaa, Amadane Ouada, Amadane Oufella, Zala, Laazib Iboutoubène, Boumansour, Tighdirine, Laazib Taklit, Tagma, Tabouda, El Kalla.
Elle compte plus de dix sept villages, dont Ibourassen, Mellala, Ireza et Ibachirene (au nord est), Amaadene, Boumansou, Taourirt Larbaâ et Taazibt (au sud ouest), El marj, Iferhaten et Tayma (à l'ouest).
il existe à Oued Ghir, au bord de la nationale RN12, un cimetière chrétien des soldats britanniques de la seconde guerre mondiale, qui se trouve près de Amaadène.

## Toponymie
Le nom de la localité est constitué de la base « oued », issue de l'arabe algérien wed (signifiant « cours d'eau », emprunté à l'arabe classique wâdi, « vallée »), et du second composant « ghir » (signifiant « de la grotte »). Le nom complet de la localité signifie donc « le cours d'eau de la grotte »son vrai nom en kabyle "tassift".

## Histoire

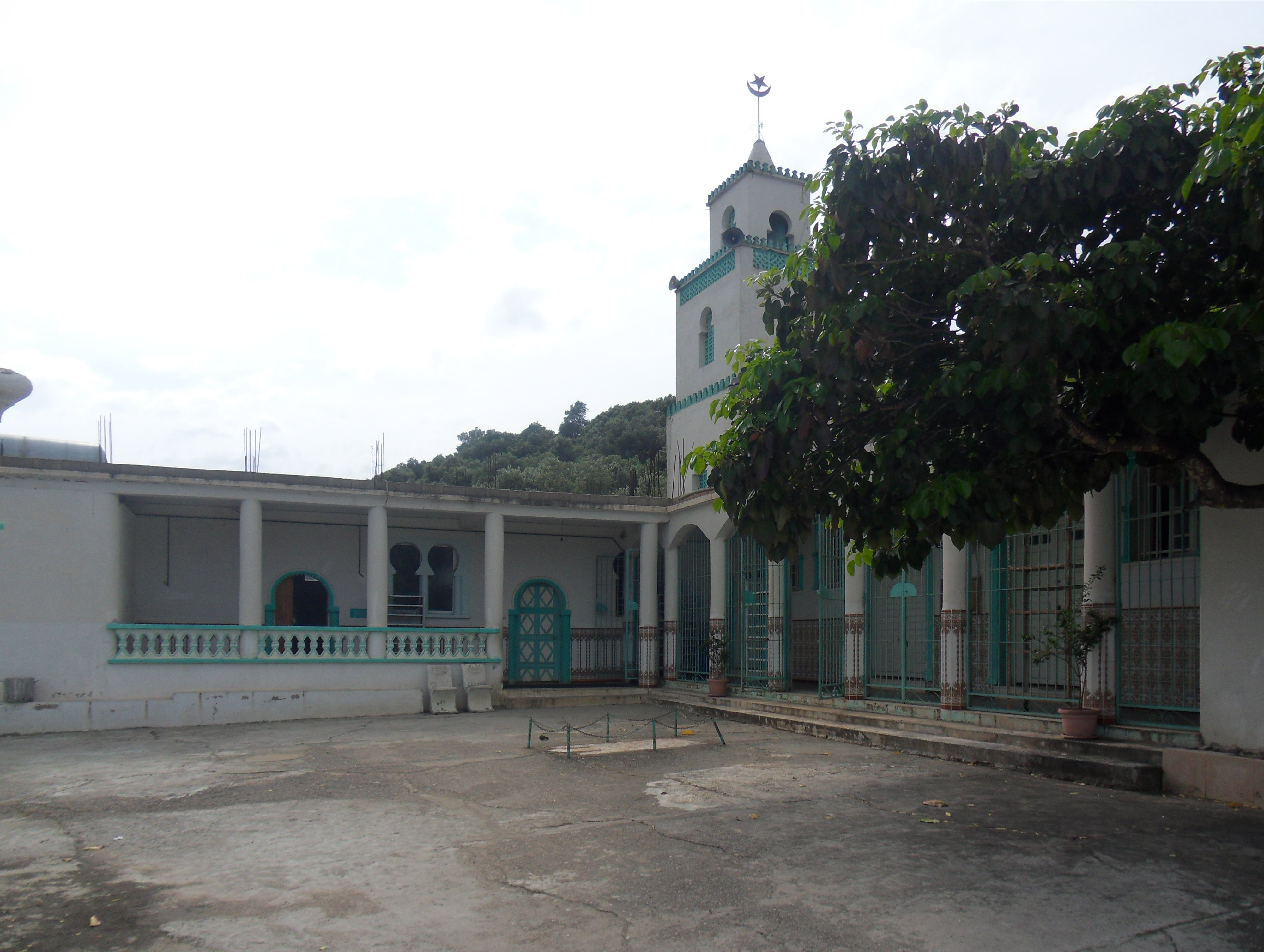
Mosquée Ibn Toumert, à Mellala.
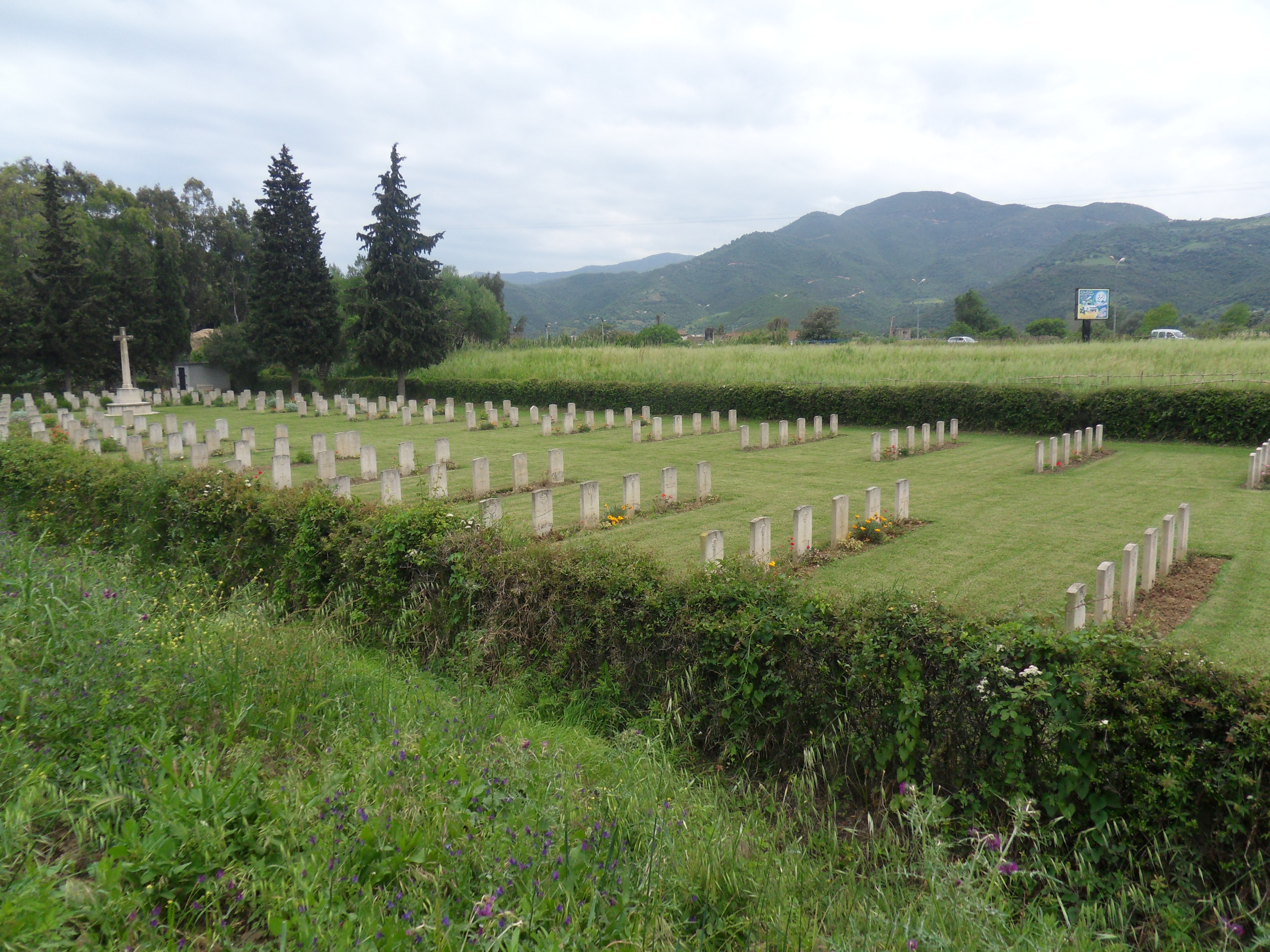
Cimetière britannique de Oued Ghir

## Patrimoine

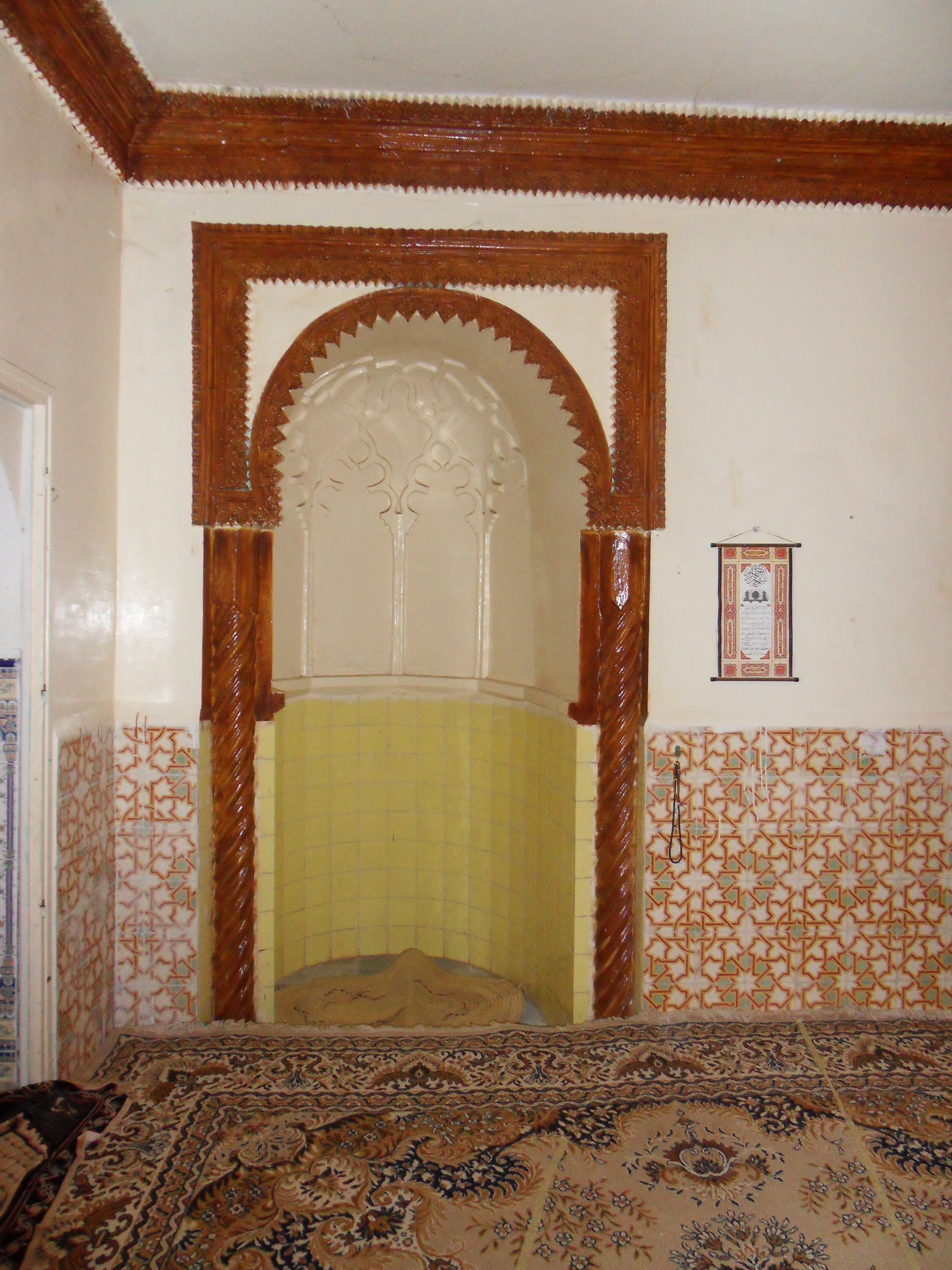
Mihrab de la mosquée Ibn Toumert.

Le patrimoine religieux de Oued Ghir comprend le mihrab de la mosquée Ibn Toumert.